# ميدفيل
ميدفيل (بالإنجليزية: Meadville, Pennsylvania)‏ هي مدينة تقع في مقاطعة كروفورد (بنسيلفانيا) بولاية بنسيلفانيا في الولايات المتحدة. تبلغ مساحة هذه المدينة 11 (كم²)، بلغ عدد سكانها 13388 نسمة في عام 2010 حسب إحصاء مكتب تعداد الولايات المتحدة.

## أعلام
- إدوارد إتش ديوي
- غيل زد. مارتن
- جيدون صندباك
- شارون ستون
- توماس اندرو أوزبورن
- صموئيل برنارد ديك
- جويل هاستينغز ميتكالف
- كارل أ. غيلبرت
- تشارلز هومر هاسكينز
- آني بيدويل

## وصلات خارجية
- The US50 - Cities and Towns in Pennsylvania State

قالب:مدن بنسيلفانيا